# Урмія (шагрестан)
Урмія (перс. شهرستان ارومیه) — один із 14 шагрестанів провінції Західний Азербайджан в Ірані. Адміністративний центр — місто Урмія. До складу шагрестану входять райони (бахші):
- Меркезі (Центральний) (بخش مرکزی)
- Анзаль (بخش انزل)
- Сілване (بخش سیلوانه)
- Сумай-є-Берадуст (بخش صومای برادوست)
- Назлу (بخش نازلو)

Населення шагрестану станом на 2012 рік становило 963 838 осіб .